# Al crepuscolo
Al crepuscolo (Just After Sunset) è l'ottava antologia di racconti di Stephen King, pubblicata in Italia il 21 ottobre 2008 in anteprima mondiale, negli Stati Uniti l'11 novembre 2008, a distanza di sei anni dalla precedente raccolta, Tutto è fatidico.
Contiene tredici racconti, dodici dei quali già pubblicati in precedenza su pubblicazioni periodiche (uno, Il gatto del diavolo, risalente addirittura al 1977, già inserito in antologie di autori vari, ma non in quelle di King) e un inedito (N.), preceduti da una breve introduzione sull'arte di scrivere racconti (datata 25 febbraio 2008) e seguiti da una sezione di commenti dell'autore ai racconti intitolata Note al crepuscolo (datata 8 marzo 2008).

## Introduzione dell'autore
King racconta di come all'inizio della carriera scrivesse racconti di getto, lasciandosi guidare dal puro istinto, con una totale fiducia in sé stesso, senza pensare che «scrivere racconti sia un'arte fragile, di quelle che, se non vengono esercitate con costanza, vengono presto dimenticate. (...) Molte cose nella vita sono come andare in bicicletta, ma scrivere racconti non è una di esse. Ci si può veramente dimenticare come si fa.»
Nel corso degli anni ottanta e novanta ha scritto sempre meno racconti, sia perché impegnato coi romanzi sia perché non più dotato della capacità degli inizi.
Quando Katrina Kenison gli ha proposto di essere l'editor del volume del 2006 di The Best American Short Stories, l'autore ha accettato, con la speranza che vagliando il meglio offerto dalle riviste letterarie americane nel campo della narrativa breve avrebbe potuto ritrovare la scioltezza di un tempo e così è stato.
King chiude l'introduzione con un ringraziamento ai lettori: «Voglio ringraziarvi per esserci. Scriverei ancora se mi abbandonaste? La risposta è sì. Perché mi sento felice quando le parole si assommano e l'immagine si forma e le persone inventate fanno cose che mi deliziano. Però con te è meglio, Fedele Lettore. Sempre meglio con te.»

## Elenco racconti e precedenti pubblicazioni
I 13 racconti che costituiscono la raccolta sono in parte inediti e in parte già pubblicati su diverse riviste e in varie edizioni e formati, in un arco di tempo dal 2003 al 2008 ed un racconto del 1977.
| nº | Titolo italiano                         | Titolo originale                            | Pubblicazione originale                     | Data della pubblicazione originale |
| -- | --------------------------------------- | ------------------------------------------- | ------------------------------------------- | ---------------------------------- |
| 1  | Willa                                   | Willa                                       | Playboy                                     | dicembre 2006                      |
| 2  | Torno a prenderti                       | The Gingerbread Girl                        | Esquire                                     | luglio 2007                        |
| 3  | Il sogno di Harvey                      | Harvey's Dream                              | The New Yorker                              | 30 giugno 2003                     |
| 4  | Area di sosta                           | Rest Stop                                   | Esquire                                     | dicembre 2003                      |
| 5  | Cyclette                                | Stationary Bike                             | Borderlands 5                               | 2003                               |
| 6  | Le cose che hanno lasciato indietro     | The Things They Left Behind                 | Transgressions: Volume Two                  | 2005                               |
| 7  | Pomeriggio del diploma                  | Graduation Afternoon                        | Postscripts                                 | marzo 2007                         |
| 8  | N.                                      | N.                                          | inedito                                     | inedito                            |
| 9  | Il gatto del diavolo                    | The Cat from Hell                           | Cavalier                                    | giugno 1977                        |
| 10 | Il «New York Times» in offerta speciale | The New York Times at Special Bargain Rates | The Magazine of Fantasy and Science Fiction | ottobre/novembre 2008              |
| 11 | Muto                                    | Mute                                        | Playboy                                     | dicembre 2007                      |
| 12 | Ayana                                   | Ayana                                       | The Paris Review                            | autunno 2007                       |
| 13 | Alle strette                            | A Very Tight Place                          | McSweeney's                                 | maggio 2008                        |

## Opere contenute

### Willa
Pubblicato originariamente sulla rivista Playboy del dicembre 2006.

#### Trama
Un gruppo di viaggiatori attende in una piccola stazione ferroviaria, a Crowheart Springs, Wyoming, l'arrivo di un treno che sostituisca quello su cui viaggiavano, che ha avuto un guasto lasciandoli bloccati lì in mezzo al nulla.
Uno di loro, David Sanderson, lascia la stazione per cercare la fidanzata Willa, che si è allontanata per raggiungere un paesino poco distante. La trova in un locale da ballo, lungo la Route 26, dove tutta la gente sembra ignorare completamente la loro presenza, e con l'aiuto della donna amata si rende conto infine di quello che ha in fondo sempre saputo, ma che aveva inconsciamente ignorato («C'erano un bel po' di cose a cui non aveva pensato, almeno finora. Quando era stata l'ultima volta»): i viaggiatori, loro compresi, sono tutti morti in un deragliamento ferroviario e sono rimasti a infestare come fantasmi il luogo della tragedia.
L'acquisita consapevolezza gli consente di superare l'illusoria percezione soggettiva e intravedere la realtà concreta in tutti i dettagli finora ignorati: scopre così che sono passati addirittura vent'anni dalla loro morte, che la stazione ferroviaria è abbandonata, in rovina e prossima ad essere demolita. Tenta inutilmente di convincere gli altri viaggiatori a lasciare il loro rifugio prima che venga distrutto, ma accolgono le sue parole con ostilità, ben decisi a rimanere prigionieri dell'illusione. 
David si stabilisce, in compagnia di Willa, nel locale da ballo: un luogo di divertimento, pieno di vita ogni sera, non è il posto peggiore dove trascorrere l'eternità.